# Rudimov
Rudimov je obec v okrese Zlín ve Zlínském kraji. Žije zde 249 obyvatel.

## Historie
Rudimov je malá jihomoravská obec ležící v údolí potoka Třešňůvka, mezi vrchy Poolšaví, v regionu Bílých Karpat. První písemná zmínka o obci pochází z pozemkových knih z roku 1440, kdy náležela k panství hradu Sehradice. K roku 1532 je doložena podoba názvu Rodimow.
Jejími obyvateli byli od 18. století především miškáři, tedy zvěrokleštiči provádějícím kastraci hospodářských zvířat. Po většinu roku putovali za prací, zejména na území dnešního Slovenska a Ukrajiny, Polska či Litvy, a také Německa či Maďarska. Miškářské řemeslo patřilo v minulosti k těm výnosným, schopný miškář si za den dokázal vydělat i tolik, co kupec nebo řezník za měsíc. Na Slavičínsku se miškářením živila běžně i polovina mužské populace jednotlivých dědin a řemeslo se dědilo z otce na syna. 
Z historie stojí za zmínku i její těžební minulost. V 19. století se zde dolovala železná ruda, zásobující železné hutě v nedalekých Bojkovicích.

## Obyvatelstvo
| Rok            | 1869 | 1880 | 1890 | 1900 | 1910 | 1921 | 1930 | 1950 | 1961 | 1970 | 1980 | 1991 | 2001 | 2011 | 2021 |
| -------------- | ---- | ---- | ---- | ---- | ---- | ---- | ---- | ---- | ---- | ---- | ---- | ---- | ---- | ---- | ---- |
| Počet obyvatel | 492  | 488  | 503  | 477  | 463  | 437  | 462  | 406  | 433  | 369  | 327  | 267  | 258  | 239  | 244  |
| Počet domů     | 77   | 78   | 80   | 76   | 80   | 81   | 85   | 100  | 97   | 93   | 90   | 104  | 109  | 112  | 113  |

## Obecní správa
Mezi lety 1869–1979 Rudimov byl obcí v okrese Uherský Brod (1869–1930), poté v okrese Valašské Klobouky (1950) a později v okrese Gottwaldov. Od 1. ledna 1980 do 31. prosince 1991 patřila jako část města k Slavičínu a od 1. ledna 1992 je opět samostatnou obcí.

### Obecní symboly
Znak a vlajka byly obci uděleny rozhodnutím předsedy Poslanecké sněmovny Parlamentu České republiky dne 14. června 2000.

## Pamětihodnosti

### Zvonice
Roubená zvonice z 19. století má šestiboký půdorysu, stanovou střechu, krytou šindelem, na vrcholu prostupuje rozsocha se zvonem. Zvonice je umístěna ve svahu nad návsí, nad domem č.p. 77.  

### Kamenný kříž za obcí v polích
Kříž se nachází na trati Nivka – Rybníčky při křižovatce cest, kudy údajně šli sv. Vojtěch a sv. Radim do Uher. Byl postaven v roce 1746 za obcí Rudimov. Při opravě v květnu roku 1891 byl kříž obrácen čelem k obci, původně byl nasměrován ke statku Vasilsko.
- Na přední straně je text: "1746. Ve jménu našeho pána Ježíše, dejž ať já Tě miluji více a více."

- Na zadní straně je text: "Obnoven v roce 1891 nákladem manželů Františka a Josefa Diatlových"

Opravy proběhly: 1891 – manželé Františka a Josef Diatlovi, 1972 – manželé Ludmila a Bohumil Diatlovi, 2005 – obec Rudimov, restaurátoři Mgr. Bohumil Teplý a Mgr. Veronika Milotová.

### Kamenný kříž v obci
Kříž se nachází pod lipami naproti památníku padlým vojínů z 1. světové války.

### Kříž ve vesnici
Tento bohatě vyřezávaný je práci neznámého (lidového) umělce z roku 1820. Kříž se nachází v obci, mezi domy č.p. 17 a č.p. 29.

### Dřevěný kříž
Prostý dřevěný kříž se nachází na Na Doubravách, je datován k roku 1925.

### Dřevěný kříž na Kakové
Pod kopcem Kaková se nachází kříž umístěný na staré lípě.

### Pomník padlým v 1. světové válce
Kamenný pomník padlým vojákům v 1. světové válce je umístěn poblíž obecního úřadu, v ohybu zatáčky směrem od Slavičína.

### Památník padlým rumunským vojákům
V obci je památník padlým rumunským vojákům, kteří tuto oblast v květnu 1945 osvobozovali.

### Pamětní deska příslušníka RAF
V obci Rudimov, v domě číslo 36 se narodil Otakar Janůj (*26. říjen 1911 + 23. říjen 1941 Irské moře, Cardiganský záliv). Sokol, štábní strážmistr policie (Brno) a radiotelegrafista-střelec u 311. československé bombardovací perutě RAF v Anglii. Dne 16. srpna 2008 byla odhalena pamětní deska na jeho rodném domě.

### Dům čp. 44
Roubený dům s č.p. 44 byl převezen do skanzenu v Rožnově pod Radhoštěm.

### Roubené studny
Roubené studny se nacházely u domů č.p. 23 a č.p. 82. Ve 20. století byly zničeny.

### MohylníkNa plošinách, archeologické naleziště
Na katastru obce jsou pozůstatky po slovanském hradisku "Gradca" v trati Zachrástí – Ploštiny. Z archeologického hlediska je tato lokalita zajímavá díky nálezům ze střední doby hradištní. Mimo to jsou důkazem slovanského osídlení mohyly nacházející se v tratích Spalica, Paličky a Gradca.

## Galerie

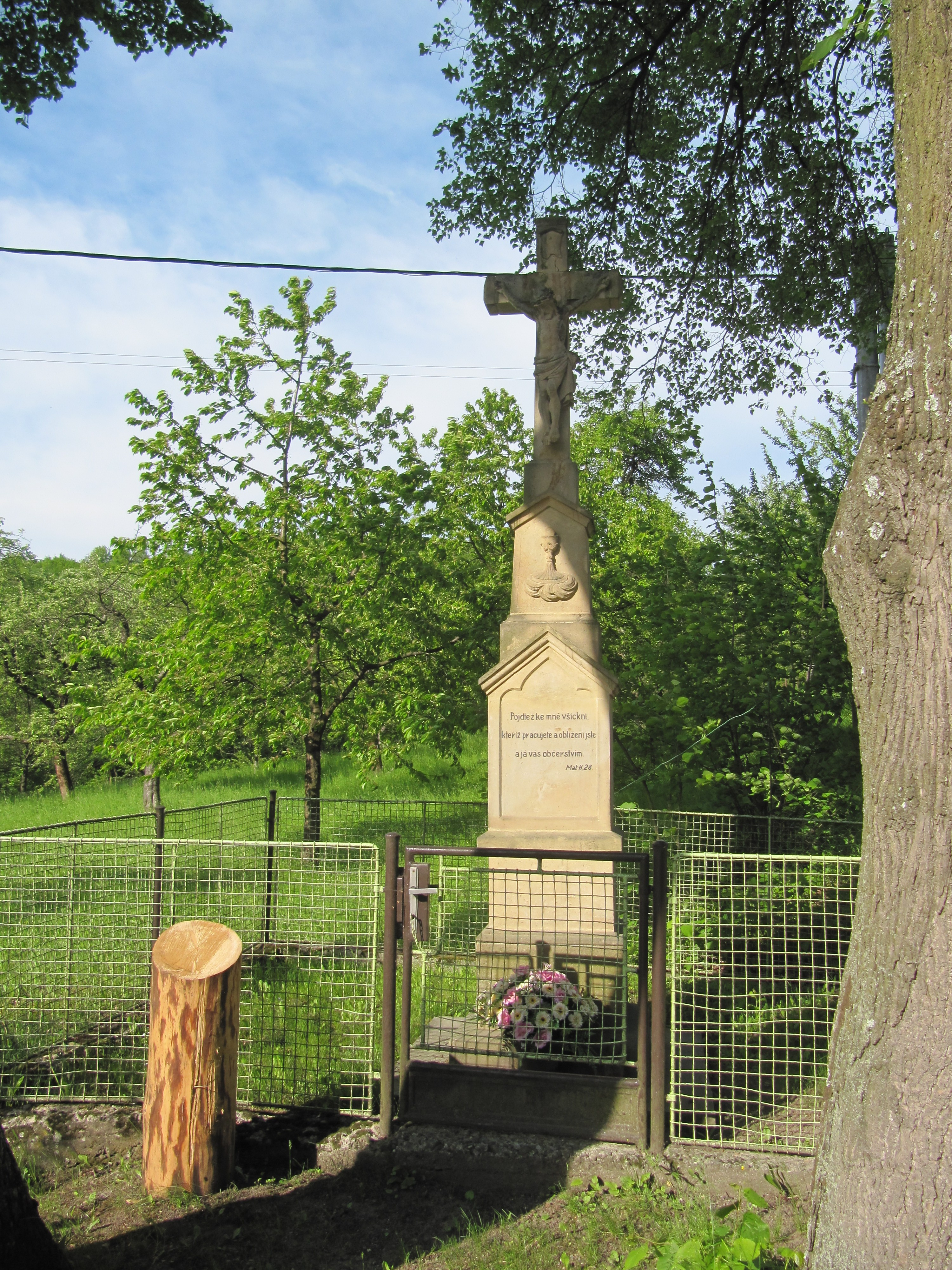
Kamenný kříž v obci
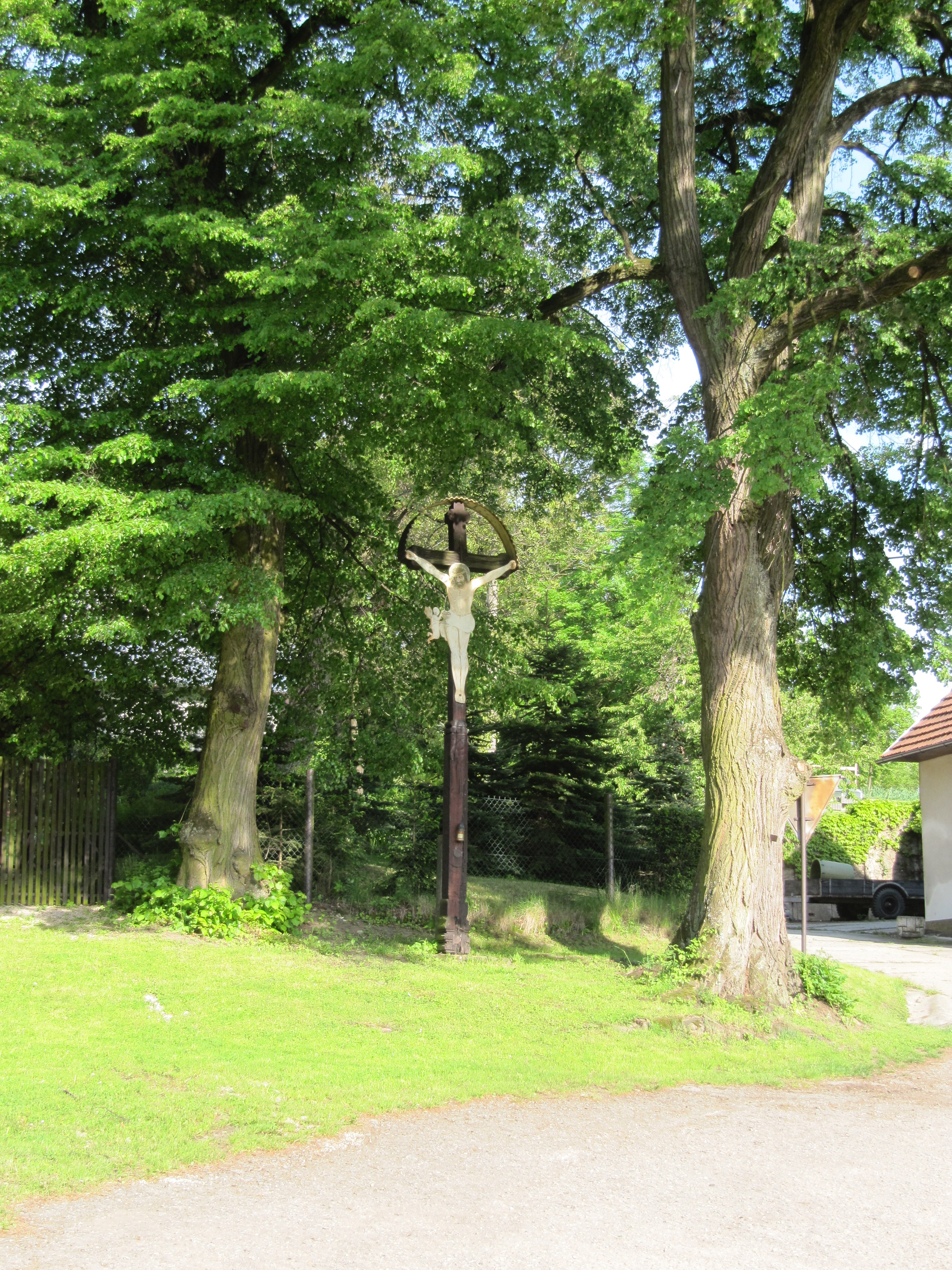
Dřevěný kříž
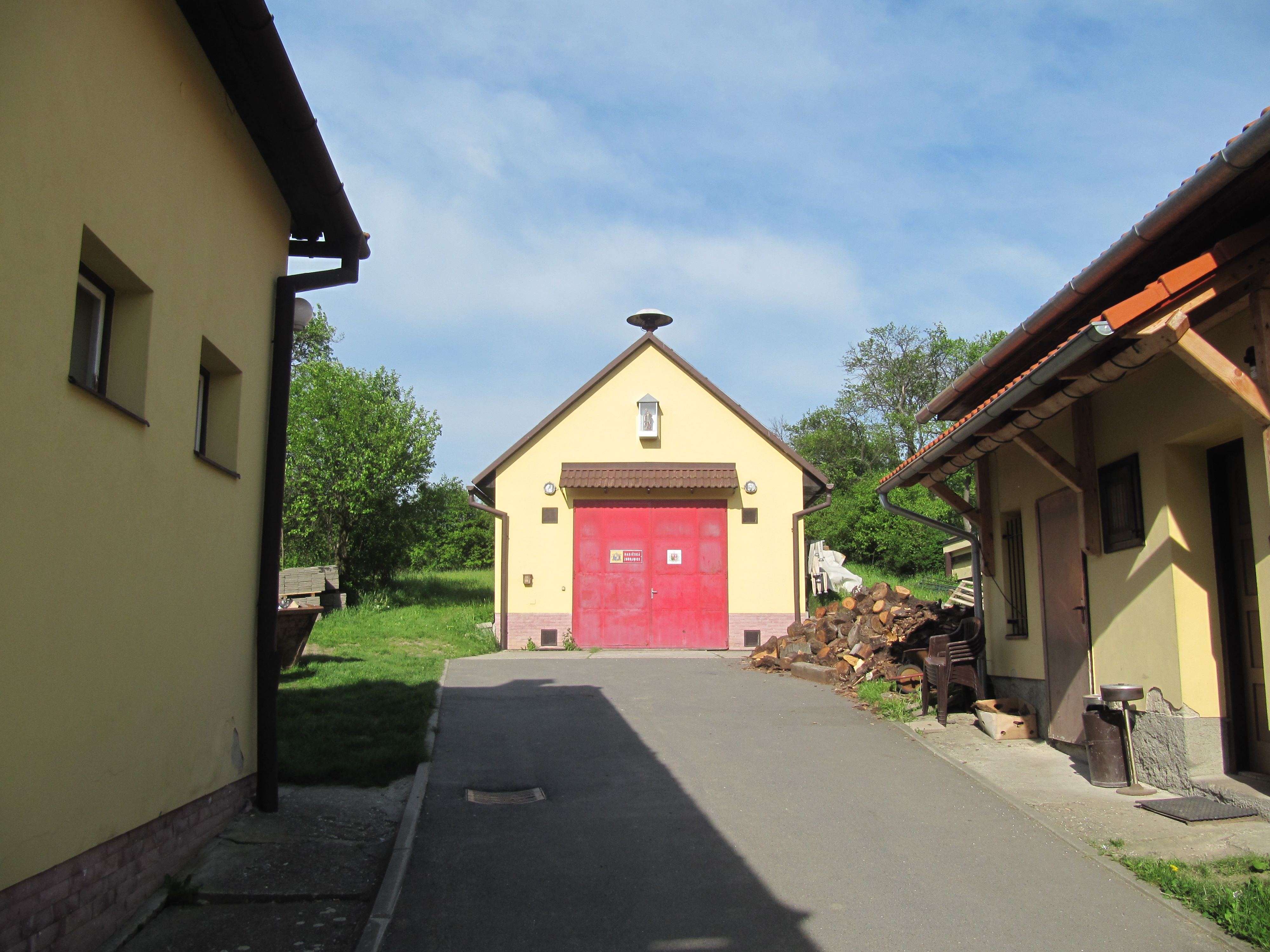
Hasičská zbrojnice
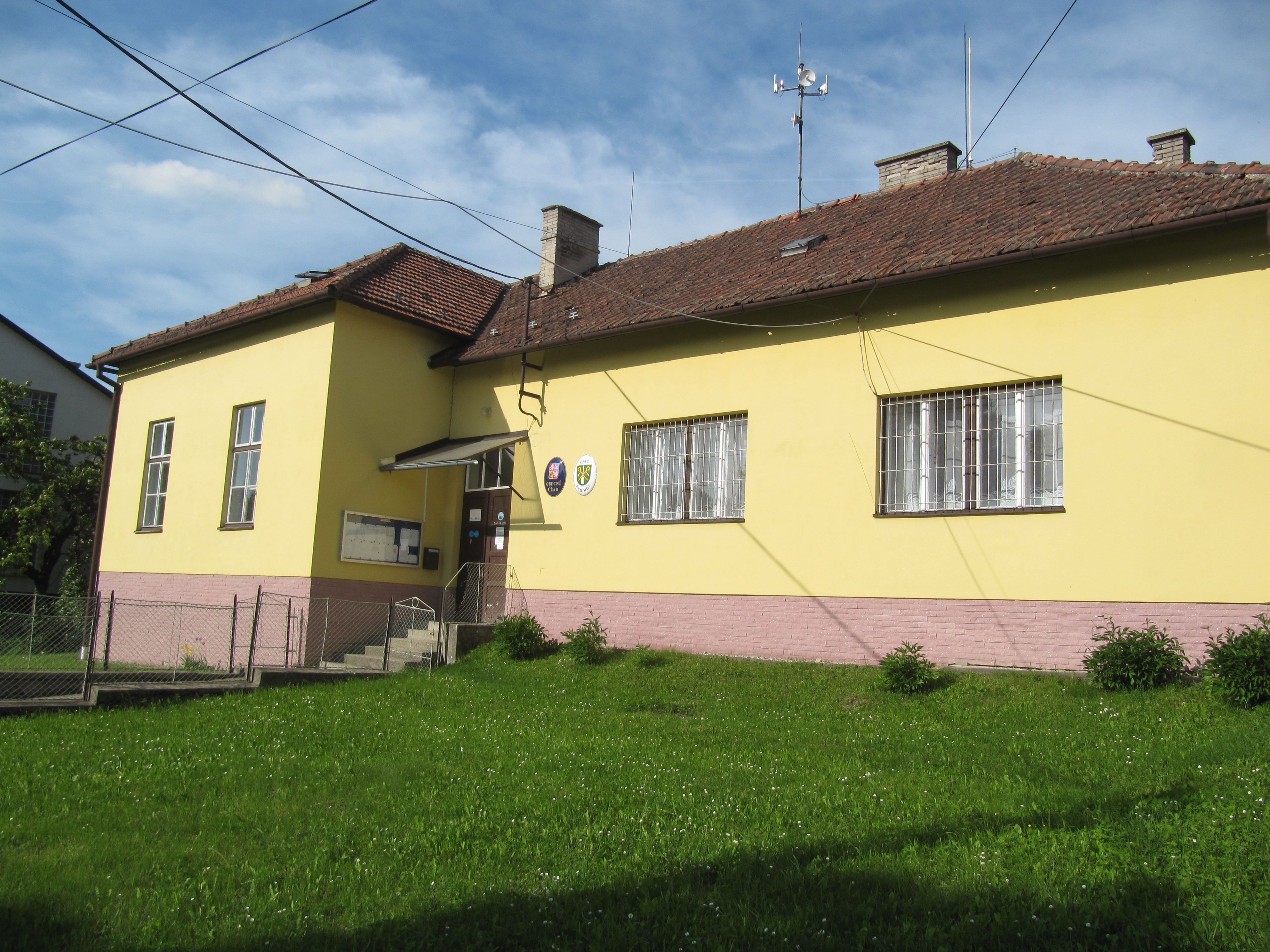
Obecní úřad

## Obec
Obec provozuje sušárnu ovoce.
Vydává Rudimovský zpravodaj.
Hřiště s koupalištěm.

## Tradice
V Rudimově jsou dodržovány tradice předků, zejména pak tradice fašanku a masopustu.
Stavění a kácení máje s taneční zábavou.
Letní zábava známa jako „Červencová noc“.
Pravidelně se koná také turnaj v kopané s taneční zábavou.

## Spolky a sdružení v obci
- Sbor dobrovolných hasičů Rudimov
- Tělovýchovná jednota Sokol Rudimov
- Knihovna